# Plasmodiophoridae
La famiglia Plasmodiophoridae è l'unica dell'ordine Plasmodiophorida, e comprende alcuni generi di organismi parassiti di vegetali, simili ai mixomiceti. Si differenziano da essi per la presenza di chitina nella parete cellulare.
Un noto appartenente a questa famiglia è Plasmodiophora brassicae, agente patogeno dell'ernia del cavolo.
Questi organismi hanno un ciclo vitale aplodiplonte, con due generazioni isomorfe (cioè la generazione aploide è simile alla generazione diploide).

Ad esempio, in Plasmodiophora brassicae una zoospora aploide infetta una cellula della radice della pianta ospite, e qui il nucleo si divide per endomitosi formando un plasmodio, sempre aploide. Il plasmodio si divide poi generando zoogameti flagellati, che dopo essersi liberati nel terreno si fondono formando un planozigote (flagellato) diploide. Questo infetta una nuova cellula radicale, formando un plasmodio diploide, il quale va incontro a meiosi formando ipnospore aploidi, forme di resistenza che consentono al parassita di superare l'inverno. In condizioni favorevoli le ipnospore germinano nelle zoospore che ricominciano il ciclo.